# Håkon Sverresson
Håkon Sverresson (norska: Håkon III Sverresson), född omkring 1177 eller 1182, död 1 januari 1204, var kung av Norge 1202-1204. 
Håkon Sverresson var frilloson till Sverre Sigurdsson av Norge och blev kung efter dennes död. Under den korta tid han satt på tronen lyckades han skapa fred mellan konung och biskopar. Ryktena sade att hans styvmor, Margareta Eriksdotter, skulle ha förgiftat honom. Håkon fick med frillan Inga från Varteig (omkring 1185-1234) den postumt födde sonen kung Håkon Håkonsson av Norge (1204-1263).